# Оленяска
Оленяска (рум. Olăneasca) — село у повіті Бреїла в Румунії. Входить до складу комуни Салча-Тудор.
Село розташоване на відстані 159 км на північний схід від Бухареста, 38 км на північний захід від Бреїли, 39 км на захід від Галаца.

## Населення
За даними перепису населення 2002 року у селі проживали 450 осіб, усі — румуни. Усі жителі села рідною мовою назвали румунську.